# Televisión en vivo

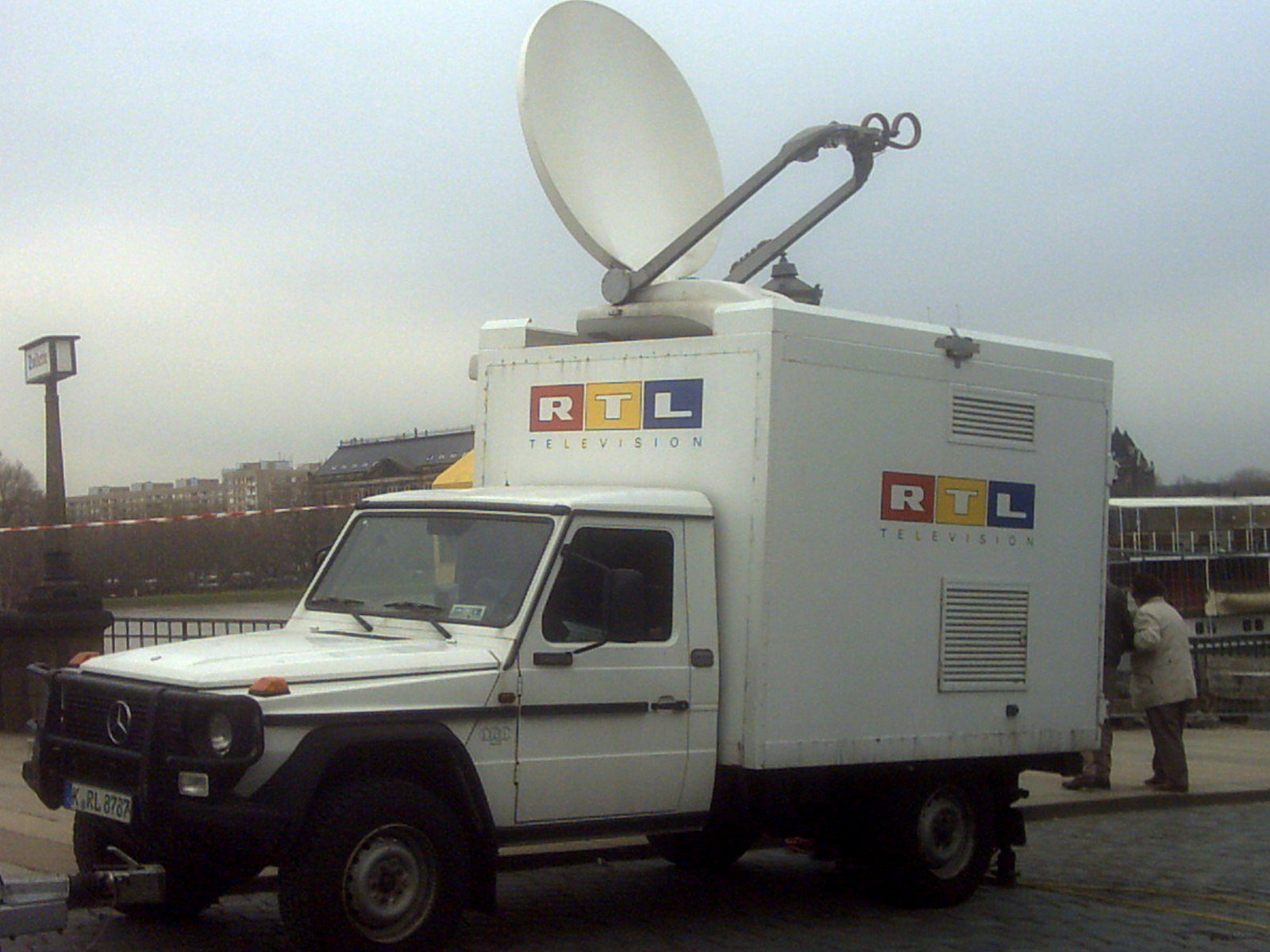
Coche de transmisión de la "RTL Television" de Alemania

Televisión en vivo o televisión en directo es una producción de televisión que se transmite en tiempo real, a medida que ocurren los eventos, en el presente. En un significado secundario, puede referirse a la transmisión de televisión a través de Internet. En la mayoría de los casos, la programación en vivo no se graba como se muestra en la televisión, sino que pasa en el momento y no se editó. Los programas transmitidos en vivo incluyen noticieros, programas matutinos, programas de premios, programas de telerrealidad, deportivos y, ocasionalmente, episodios de series de televisión.
La televisión en directo era común hasta fines de la década de 1950, cuando se inventó la tecnología de cintas de vídeo. Debido al costo prohibitivo, la adopción fue lenta, y algunos programas de televisión permanecieron en vivo hasta la década de 1970. Para evitar problemas imprevistos, los programas de televisión en vivo pueden emitirse en diferido, lo que permite a los censores editar el programa. Algunos programas pueden emitirse en directo en ciertas zonas horarias y emitirse en diferido en otras.

## Historia
La televisión en vivo a menudo se usa como un dispositivo, incluso en la programación con guion para aprovecharlos a menudo con gran éxito en términos de atraer espectadores. El programa de comedia estadounidense Saturday Night Live, por ejemplo, ha estado en esa red continuamente desde 1975 y se transmite en vivo en las zonas este y central (incluidas las zonas del Pacífico y las montañas a partir de 2017 en su transición a su primera temporada en directo en todo el territorio continental de Estados Unidos a partir de 2018) durante la temporada del show, que se extiende desde octubre hasta mayo.
La naturaleza no editada de la televisión en vivo puede plantear problemas a los organismos de radiodifusión debido a la posibilidad de contratiempos, como que los espectadores interrumpan o acosen a los presentadores que gritan frases profanas. En 2015, una periodista del noticiero canadiense CityNews se enfrentó a un grupo de jóvenes que le habían hecho comentarios sexistas mientras ella estaba haciendo su trabajo. Uno de ellos luego perdió su trabajo después de ser identificado. Los canales a menudo transmiten programas en vivo con un ligero retraso (generalmente en menos de 10 segundos) para darles la capacidad de censurar palabras e imágenes mientras mantienen la transmisión lo más «en vivo» posible.
Muchos eventos ocurridos en transmisiones televisivas en vivo tienen amplia recordación, a veces porque eran parte de una historia noticiosa en desarrollo, y siempre porque ocurrieron de manera inesperada ante audiencias de miles o millones de televidentes.